# Ункарина
Ункарина (лат. Uncarina) — род растений семейства Педалиевые (Pedaliaceae). Все виды этого рода — эндемики Мадагаскара.

## Описание

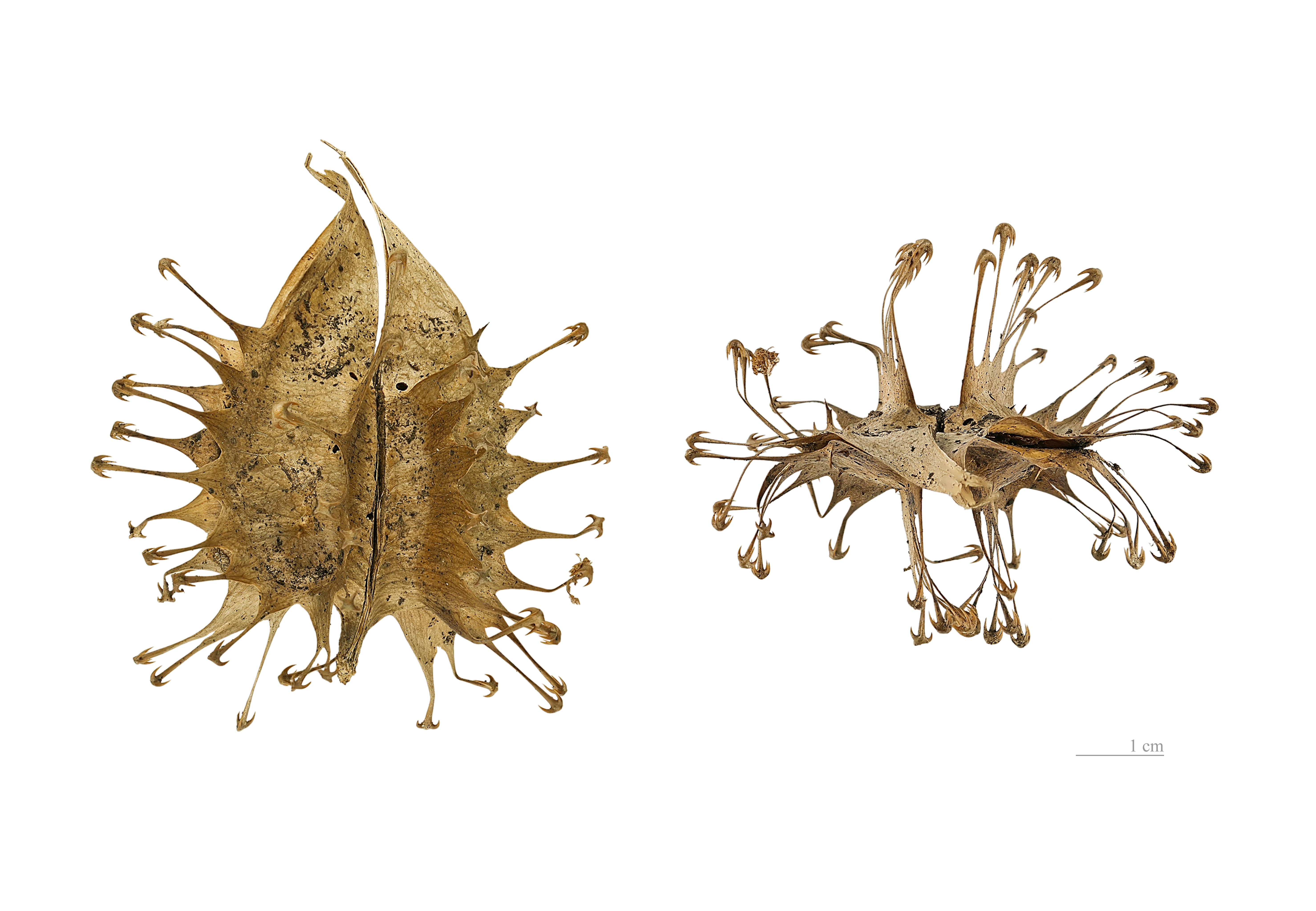
Плоды Uncarina ankaranensis

Обычно кустарники, реже небольшие деревья, иногда достигающие в высоту 8 метров.

## Применение
Некоторые виды используются в качестве декоративных комнатных и оранжерейных растений.

## Виды
По информации базы данных The Plant List, род включает 11 видов:
- Uncarina abbreviata (Baill.) Ihlenf. & Straka
- Uncarina decaryi Humbert ex Ihlenf.
- Uncarina grandidieri (Baill.) Stapf
- Uncarina leandrii Humbert
- Uncarina leptocarpa (Decne.) Ihlenf. & Straka
- Uncarina peltata (Baker) Stapf
- Uncarina perrieri Humbert
- Uncarina roeoesliana Rauh
- Uncarina sakalava Humbert
- Uncarina stellulifera Humbert
- Uncarina turicana Lavranos